# Аугуст, Альба
Альба Аугуст  (дат. Alba Adèle August; род. 6 июня 1993, Копенгаген) — датско-шведская актриса. Получила известность благодаря ролям в телесериале «Дождь» и фильме «Быть Астрид Линдгрен».

## Биография
Альба Адель Аугуст родилась 6 июня 1993 года в Копенгагене. Её отец — датский кинорежиссёр Билле Аугуст, а мать — шведская актриса Пернилла Аугуст. У Альбы есть сестра Аста, которая также является актрисой. Детство провела в Стокгольме. Окончила Датскую школу исполнительских искусств.
Актёрский дебют Альбы состоялся в 2001 году в фильме «Песня для Мартина», где она сыграла эпизодическую роль. Регулярно начала сниматься в кино с 2010 года.
В 2013 году сыграла в трёх эпизодах сериала «Убийства на Сандхамне». В 2017 году снялась в первом сезоне сериала «В заложниках».
Широкую известность получила в 2018 году после выхода на Netflix телесериала «Дождь».
В 2018 году сыграла роль Астрид Линдгрен в фильме «Быть Астрид Линдгрен», за которую была номинирована на премию «Золотой жук».

## Фильмография
| Год       |     | Русское название           | Оригинальное название    | Роль            |
| --------- | --- | -------------------------- | ------------------------ | --------------- |
| 2001      | ф   | Песня для Мартина          | En sång för Martin       | девочка         |
| 2010      | ф   | По ту сторону              | Svinalängorna            | голос девушки   |
| 2012      | кор | Празднование дня рождения  | Födelsedagsfesten        | актриса         |
| 2013      | ф   |                            | Förtroligheten           | Селинда         |
| 2013      | с   | Убийства на Сандхамне      | Morden i Sandhamn        | Лина            |
| 2013      | ф   |                            | IRL                      | Агнес           |
| 2014      | с   | Наследие                   | Arvingerne               | Лена            |
| 2014      | кор | Мы должны поговорить       | Vi måste prata           | официантка      |
| 2014      | кор | Иногда я желаю             | Sometimes I Wish         | девушка         |
| 2015      | с   | Тайны Сильверхёйда         | Jordskott                | Лина            |
| 2015      | ф   | Дриады – Девочки не плачут | Dryads - Girls Don't Cry | Кьерсти         |
| 2015      | с   | Пока мы выжимаем лимон     | Mens vi presser citronen | Лизалотта       |
| 2016      | кор | Нация                      | The Nation               | Йонна           |
| 2016      | ф   | Серьёзная игра             | Den allvarsamma leken    | Альма           |
| 2016      | кор | Фанни                      | Fanny                    | Фанни           |
| 2017      | с   | В заложниках               | Gidseltagningen          | Мария           |
| 2018      | кор | Ночные сцены               | Scener ur natten         | Сара            |
| 2018      | кор |                            | Uro                      | Элиза           |
| 2018      | ф   | Быть Астрид Линдгрен       | Unga Astrid              | Астрид Линдгрен |
| 2018—2020 | с   | Дождь                      | The Rain                 | Симоне Андерсен |
| 2019      | ф   | Идеальный пациент          | Quick                    | Дженни          |
| 2020      | ф   |                            | Orca                     | Ханна           |

## Награды и номинации
| Год  | Награда                  | Категория                                 | Работа               | Результат |
| ---- | ------------------------ | ----------------------------------------- | -------------------- | --------- |
| 2018 | Берлинский кинофестиваль | EFP Shooting Star                         |                      | Победа    |
| 2018 | Роберт                   | Лучшая актриса второго плана — телесериал | В заложниках         | Номинация |
| 2019 | Роберт                   | Лучшая актриса — телесериал               | Дождь                | Номинация |
| 2019 | Золотой жук              | Лучшая актриса                            | Быть Астрид Линдгрен | Номинация |
| 2019 | Zulu Awards              | Лучшая актриса                            | Дождь                | Номинация |
| 2020 | Роберт                   | Лучшая актриса — телесериал               | Дождь                | Номинация |
| 2020 | Золотой жук              | Лучшая актриса второго плана              | Идеальный пациент    | Номинация |